# Abdelhamid Sadmi
Abdelhamid Sadmi (Azazga, Argelia francesa, 1 de enero de 1961) es un exfutbolista de Argelia que jugaba en la posición de defensa.

## Carrera

### Club
Jugó toda su carrera con el JS Kabylie de 1978 a 1994, equipo con el que jugó más de 300 partidos, fue siete veces campeón nacional de liga, tres títulos de copa, dos títulos de la Copa Africana de Clubes Campeones y una Supercopa de la CAF.

### Selección nacional
Jugó para Argelia en 27 ocasiones de 1984 a 1987, participó en la Copa Mundial de Fútbol de 1986 y en dos ediciones de la Copa Africana de Naciones.

## Logros
- Copa Africana de Clubes Campeones (2): 1981, 1990.
- Championnat d'Algérie (7): 1980, 1982, 1983, 1985, 1986, 1989, 1990.
- Coupe d'Algérie (3): 1986, 1992, 1994.
- Supercoupe d'Afrique (1): 1982.